# Einwohnerentwicklung von Ingolstadt
Dieser Artikel gibt die Einwohnerentwicklung von Ingolstadt tabellarisch und graphisch wieder.

## Einwohnerentwicklung
Die erste schriftlich fixierte Aussage über die Größe Ingolstadts stammt aus dem Jahr 841. Damals wurde das karolingische Kammergut Ingolstadt von Ludwig dem Deutschen, dem Nachfolger Karls des Großen auf dem fränkischen Königsthron, an seinen Kanzler Gozbald, den Abt des Klosters Niederaltaich übertragen. In der ausgestellten Schenkungsurkunde wird erstmals die Größe des Ortes genannt. Er umfasste neben dem Fronhof insgesamt 34 Huben, davon immerhin 12 Höfe für königliche Boten (Sintmannen) sowie zwei Eigenkirchen. Die Einwohnerzahl dürfte daher bei wenigen hundert Personen gelegen haben. Für die Zeit zwischen dem späten 9. und dem beginnenden 13. Jahrhundert fehlen jegliche urkundliche Belege für Ingolstadt. Vermutet wird eine Zerstörung der Siedlung während der Ungarneinfälle im 10. Jahrhundert oder ein großer Brand der weite Teile Ingolstadts zerstörte, wodurch sich die Einwohnerzahl sicherlich stark reduzierte.
Während des Mittelalters und dem Beginn der Frühen Neuzeit gab es in Ingolstadt nur ein langsames Bevölkerungswachstum, das immer wieder durch die zahlreichen Kriege, Seuchen und Hungersnöte unterbrochen wurde. Bevölkerungszuwächse ergaben sich vor allem nach der Stadtvergrößerung im 14. Jahrhundert und die Gründung der Universität Ingolstadt. Der Rückgang der Einwohnerzahl zwischen 1762 und 1803 von 8000 auf 4800 Personen ist auf die Auflösung des Jesuitenordens 1773, die Verlegung der Universität nach Landshut 1800 und die Schleifung der Festung und Audörfer durch die napoleonischen Truppen während der Besetzung der Stadt 1800/1801 zurückzuführen.
Mit Beginn der Industrialisierung im Laufe des 19. Jahrhunderts beschleunigte sich das Wachstum der Bevölkerung langsam. Doch gerade der Ausbau Ingolstadts zur königlich-bayerischen Hauptlandesfestung, der zunächst ein starkes Wachstum mit sich brachte, wirkte sich später hemmend aus, da jede Bautätigkeit im Umkreis der Stadt vom Militär bewilligt werden musste. Erst nach Aufhebung des Festungsstatus 1938 und der Vergrößerung des Stadtgebiets nach 1962 konnte sich die Stadt ungehindert entwickeln.
Bei der letzten Volkszählung vor dem Ersten Weltkrieg ergab sich für Ingolstadt eine Bevölkerungszahl von 23.745. 1914 stand sie bei etwa 25.000. Zu Zeiten des Königreichs Bayern wurde noch die sogenannte „ortsanwesende Bevölkerung“ gezählt. Das heißt, auch die zuletzt etwa 5.000 Mann starke Garnison Ingolstadts war in den Einwohnerzahlen mitberücksichtigt. Deshalb sind diese älteren Angaben nicht unbedingt mit späteren Einwohnerzahlen vergleichbar. 1959 waren 50.000 Einwohner erreicht. Die Grenze von 100.000 Einwohnern überschritt die Stadt 1989. Ende Dezember 2015 lebten in Ingolstadt nach Fortschreibung des Bayerischen Landesamtes für Statistik und Datenverarbeitung 132.438 Menschen mit Hauptwohnsitz. Ingolstadt ist damit nach Regensburg die zweitgrößte deutsche Stadt an der Donau und gehört zu den am schnellsten wachsenden Städten in Deutschland (nach Potsdam und München). Dazu dürfte die ansässige Autoindustrie einen erheblichen Anteil beigetragen haben.

### Von 1450 bis 1870
Die folgende Übersicht zeigt die Einwohnerzahlen nach dem jeweiligen Gebietsstand. Die Grundlage bilden offizielle Volkszählungsergebnisse und amtliche Fortschreibungen der jeweiligen Statistischen Ämter beziehungsweise der Stadtverwaltung selbst.
Die Angaben beziehen sich ab 1843 auf die „Ortsanwesende Bevölkerung“. Vor 1843 wurde die Einwohnerzahl nach uneinheitlichen Erhebungsverfahren ermittelt.
| Datum | Einwohner |
| ----- | --------- |
| 1450  | 3.000     |
| 1500  | 5.000     |
| 1558  | 4.548     |
| 1630  | 6.500     |
| 1762  | 8.000     |
| 1792  | 7.000     |
| 1803  | 4.813     |

| Datum               | Einwohner |
| ------------------- | --------- |
| 1813                | 5.433     |
| 1820                | 4.800     |
| 1. Dezember 1834    | 7.800     |
| 1. Dezember 1837    | 7.200     |
| 1. Dezember 1840 1) | 9.189     |
| 3. Dezember 1846    | 9.706     |
| 3. Dezember 18521)  | 14.400    |

| Datum               | Einwohner |
| ------------------- | --------- |
| 3. Dezember 1855    | 15.025    |
| 3. Dezember 1858    | 15.712    |
| 3. Dezember 18611)  | 19.398    |
| 1864                | 15.874    |
| 3. Dezember 1867 1) | 17.684    |

1) offizielles Volkszählungsergebnis

### Von 1871 bis 1944
Die Angaben beziehen sich ab 1925 auf die Wohnbevölkerung.
| Datum               | Einwohner |
| ------------------- | --------- |
| 1. Dezember 1871    | 13.157    |
| 1. Dezember 1875 1) | 14.633    |
| 1. Dezember 1880 1) | 15.251    |
| 1. Dezember 1885 1) | 16.388    |
| 1. Dezember 1890 1) | 17.646    |

| Datum               | Einwohner |
| ------------------- | --------- |
| 2. Dezember 1895 1) | 20.656    |
| 1. Dezember 1900 1) | 22.207    |
| 1. Dezember 1905 1) | 23.531    |
| 1. Dezember 1910 1) | 23.745    |
| 1. Dezember 1916 1) | 27.464    |

| Datum               | Einwohner |
| ------------------- | --------- |
| 5. Dezember 1917 1) | 27.293    |
| 8. Oktober 1919 1)  | 26.013    |
| 16. Juni 1925 1)    | 26.630    |
| 16. Juni 1933 1)    | 28.628    |
| 17. Mai 1939 1)     | 33.394    |

1) offizielles Volkszählungsergebnis

### Von 1945 bis 1989
Die Angaben beziehen sich ab 1987 auf die „Bevölkerung am Ort der Hauptwohnung“.
| Datum                 | Einwohner |
| --------------------- | --------- |
| 31. Dezember 1945     | 33.923    |
| 29. Oktober 1946 1)   | 36.764    |
| 13. September 1950 1) | 40.523    |
| 25. September 1956 1) | 46.726    |
| 6. Juni 1961          | 53.405    |
| 31. Dezember 1961     | 54.715    |
| 31. Dezember 1962     | 63.543    |
| 31. Dezember 1963     | 65.383    |
| 31. Dezember 1964     | 67.703    |
| 31. Dezember 1965     | 68.369    |
| 31. Dezember 1966     | 68.777    |
| 31. Dezember 1967     | 69.013    |

| Datum             | Einwohner |
| ----------------- | --------- |
| 31. Dezember 1968 | 69.973    |
| 31. Dezember 1969 | 71.954    |
| 27. Mai 1970 1)   | 70.414    |
| 31. Dezember 1970 | 70.594    |
| 31. Dezember 1971 | 71.273    |
| 31. Dezember 1972 | 88.799    |
| 31. Dezember 1973 | 91.080    |
| 31. Dezember 1974 | 90.357    |
| 31. Dezember 1975 | 88.500    |
| 31. Dezember 1976 | 88.077    |
| 31. Dezember 1977 | 88.550    |
| 31. Dezember 1978 | 88.842    |

| Datum             | Einwohner |
| ----------------- | --------- |
| 31. Dezember 1979 | 89.467    |
| 31. Dezember 1980 | 90.490    |
| 31. Dezember 1981 | 90.989    |
| 31. Dezember 1982 | 90.371    |
| 31. Dezember 1983 | 90.412    |
| 31. Dezember 1984 | 90.763    |
| 31. Dezember 1985 | 91.836    |
| 31. Dezember 1986 | 92.593    |
| 25. Mai 1987 1)   | 96.071    |
| 31. Dezember 1987 | 96.657    |
| 31. Dezember 1988 | 97.702    |
| 31. Dezember 1989 | 101.360   |

1) offizielles Volkszählungsergebnis

### Ab 1990
| Datum             | Einwohner |
| ----------------- | --------- |
| 31. Dezember 1990 | 105.489   |
| 31. Dezember 1991 | 107.375   |
| 31. Dezember 1992 | 108.448   |
| 31. Dezember 1993 | 109.666   |
| 31. Dezember 1994 | 110.910   |
| 31. Dezember 1995 | 111.979   |
| 31. Dezember 1996 | 112.929   |
| 31. Dezember 1997 | 113.494   |
| 31. Dezember 1998 | 113.677   |
| 31. Dezember 1999 | 114.826   |

| Datum             | Einwohner |
| ----------------- | --------- |
| 31. Dezember 2000 | 115.722   |
| 31. Dezember 2001 | 117.311   |
| 31. Dezember 2002 | 118.416   |
| 31. Dezember 2003 | 119.528   |
| 31. Dezember 2004 | 120.157   |
| 31. Dezember 2005 | 121.314   |
| 31. Dezember 2006 | 122.167   |
| 31. Dezember 2007 | 123.055   |
| 31. Dezember 2008 | 123.925   |
| 31. Dezember 2009 | 124.387   |

| Datum             | Einwohner |
| ----------------- | --------- |
| 31. Dezember 2010 | 125.088   |
| 31. Dezember 2011 | 126.732   |
| 31. Dezember 2012 | 127.886   |
| 31. Dezember 2013 | 129.136   |
| 31. Dezember 2014 | 131.740   |
| 31. Dezember 2015 | 132.438   |
| 31. Dezember 2016 | 133.639   |
| 31. Dezember 2017 | 135.244   |
| 31. Dezember 2018 | 138.181   |
| 31. Dezember 2019 | 137.392   |

| Datum             | Einwohner |
| ----------------- | --------- |
| 31. Dezember 2020 | 136.952   |
| 31. Dezember 2021 | 138.016   |
| 31. Dezember 2022 | 138.263   |
| 31. Dezember 2023 | 139.536   |
| 31. Dezember 2024 | 141.185   |

## Bevölkerungsstruktur
Die folgende Übersicht zeigt die Bevölkerungsstruktur vom 31. Dezember 2018 (inkl. NW).
| Bevölkerung                           | Stand 31. Dezember 2018 |
| ------------------------------------- | ----------------------- |
| Einwohner (Haupt- und Nebenwohnsitze) | 145.848                 |
| Einwohner (Hauptwohnsitze)            | 138.122                 |
| davon männlich                        | 59.653                  |
| weiblich                              | 58.077                  |
| Deutsche                              | 117.730                 |
| Anteil in Prozent                     | 80,72                   |
| Ausländer                             | 29.118                  |
| Anteil in Prozent                     | 19,28                   |

## Altersstruktur

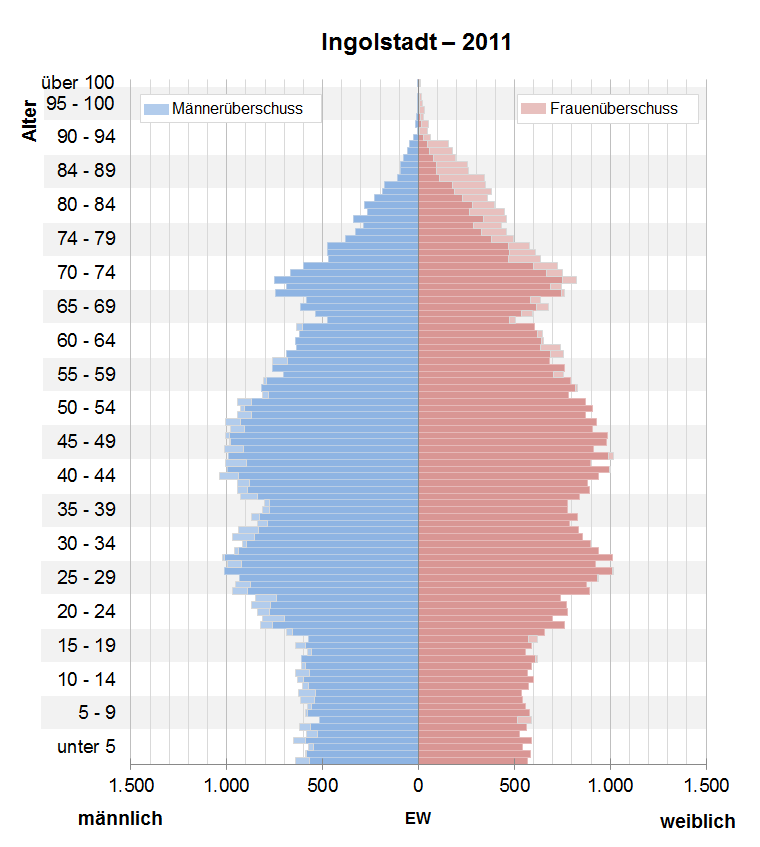
Bevölkerungspyramide für Ingolstadt (Datenquelle: Zensus 2011.)

Die folgende Übersicht zeigt die Altersstruktur vom 31. Dezember 2019 (nur Hauptwohnsitz).
| Alter von bis | Einwohnerzahl | Prozentsatz |
| ------------- | ------------- | ----------- |
| 0–18          | 23.206        | 16,89 %     |
| 18–65         | 88.791        | 64,63 %     |
| >65           | 25.395        | 18,48 %     |
| Gesamt        | 137.392       | 100 %       |